# Amomyrtus meli
Amomyrtus meli là một loài thực vật có hoa trong Họ Đào kim nương. Loài này được (Phil.) D.Legrand & Kausel mô tả khoa học đầu tiên năm 1947.

## Hình ảnh

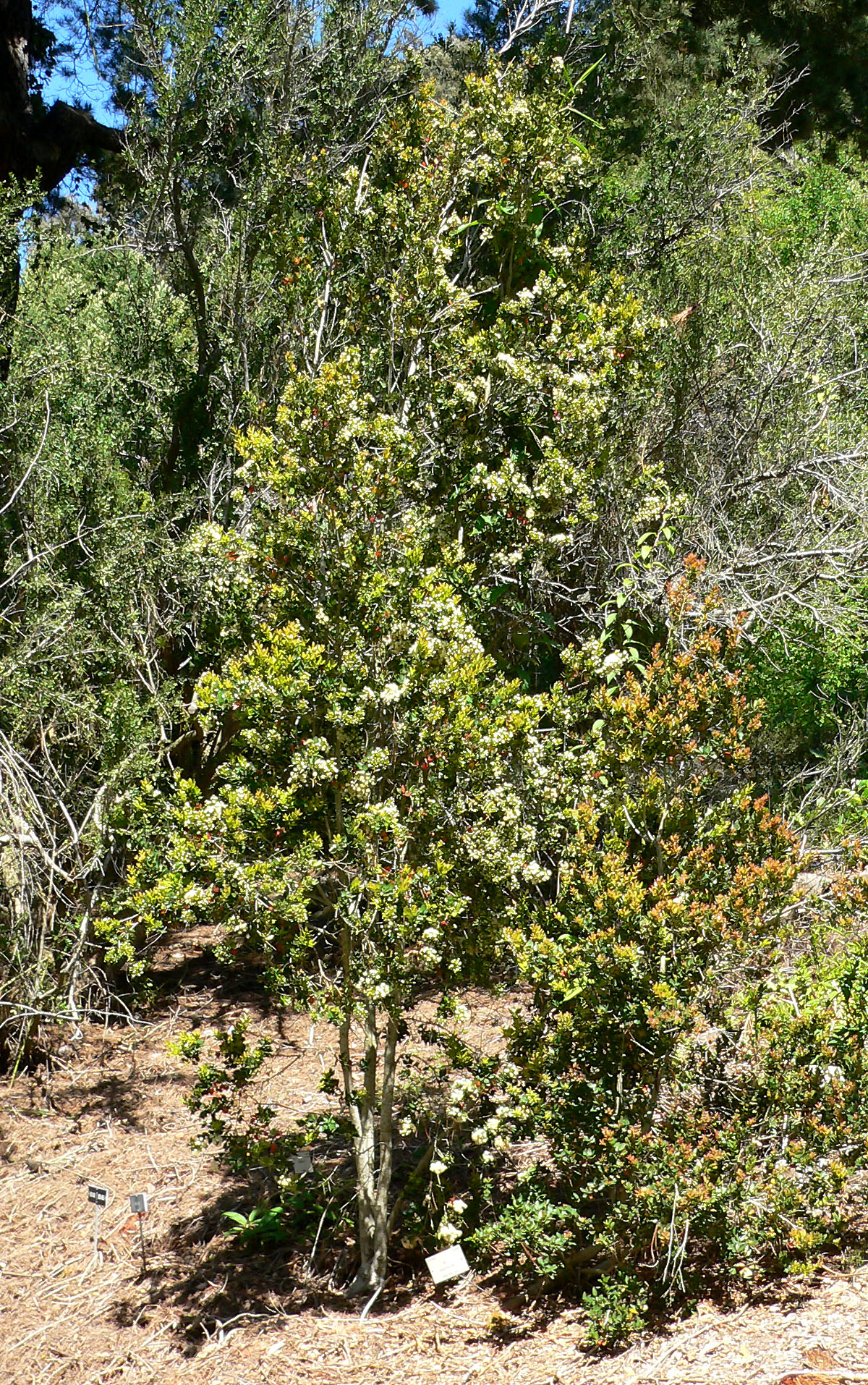
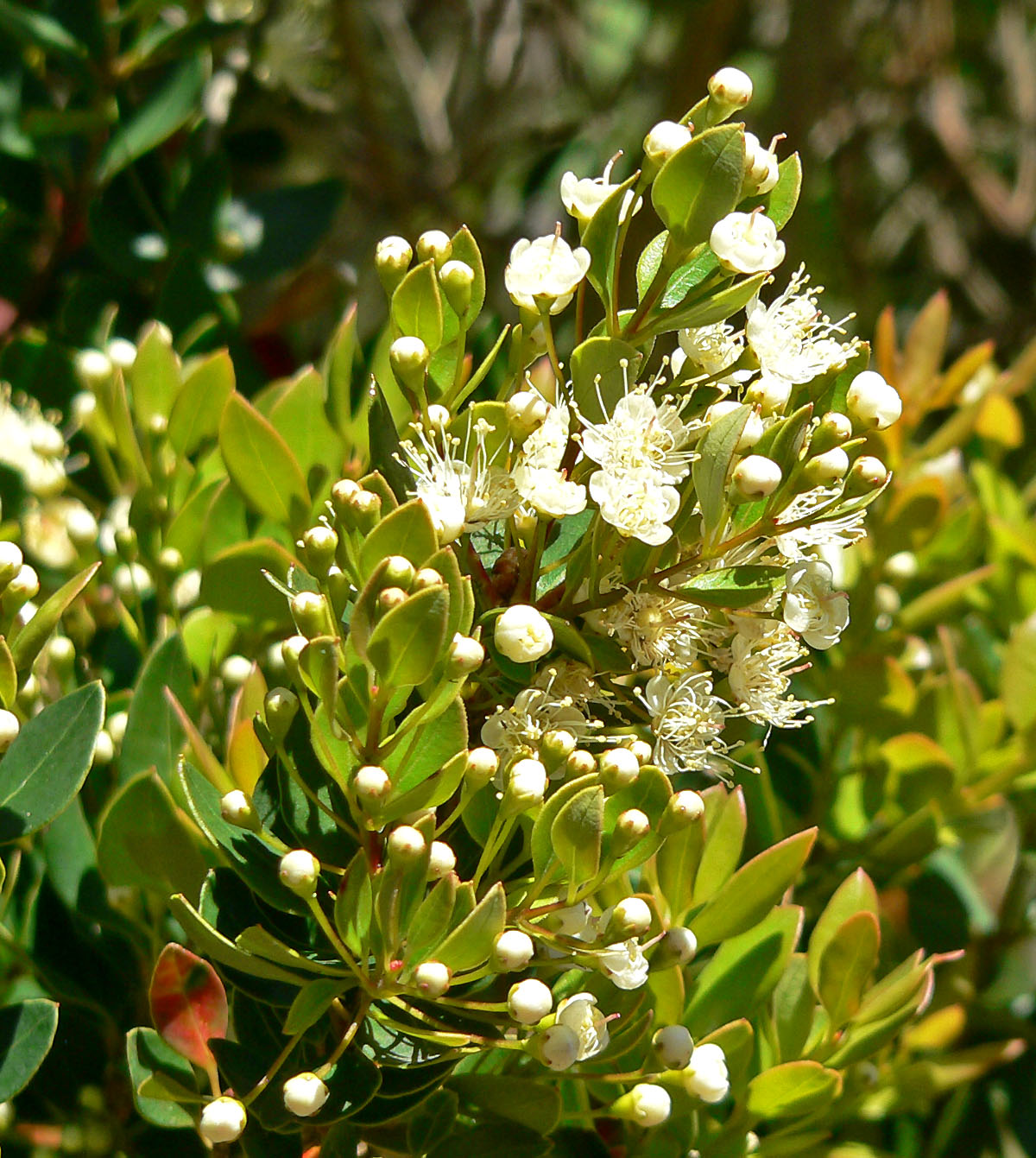
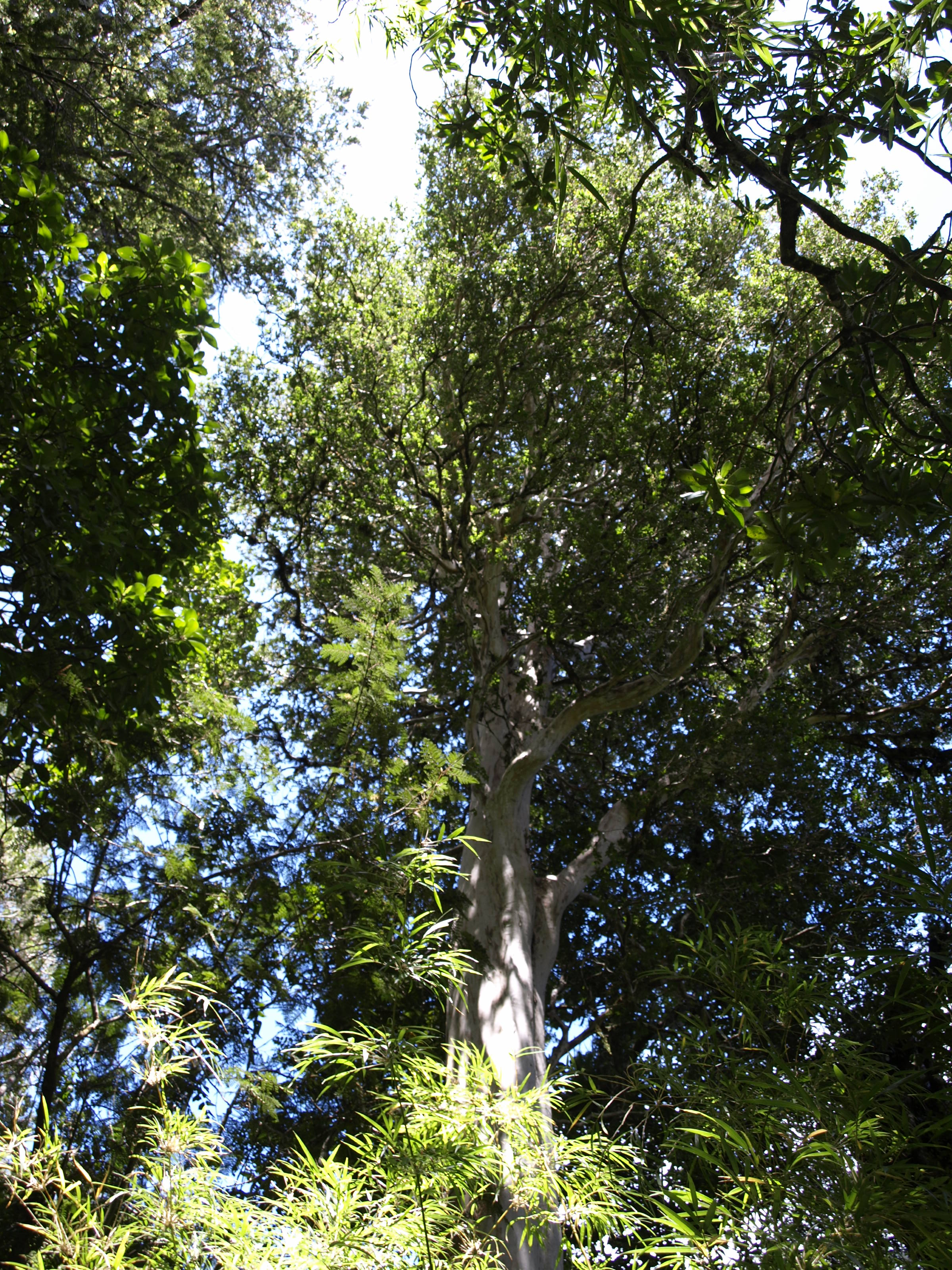
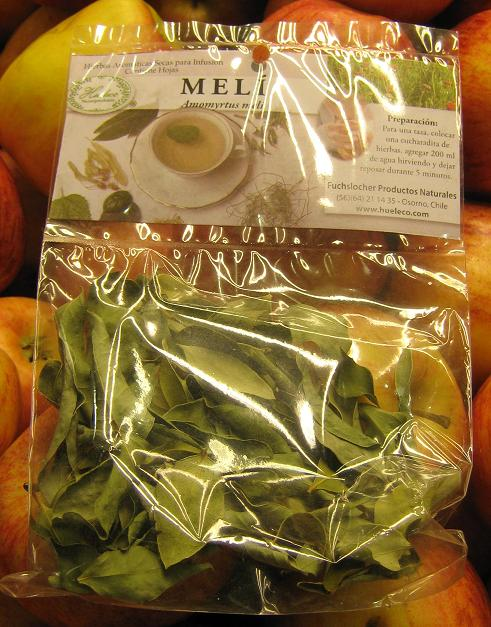